# شيلا غوردون
شيلا غوردون (بالإنجليزية: Sheila Gordon)‏ (22 يناير 1927، جوهانسبرغ في جنوب أفريقيا - 10 مايو 2013، نيويورك في الولايات المتحدة)؛ روائية أمريكية.